# 비트코프 (언덕)

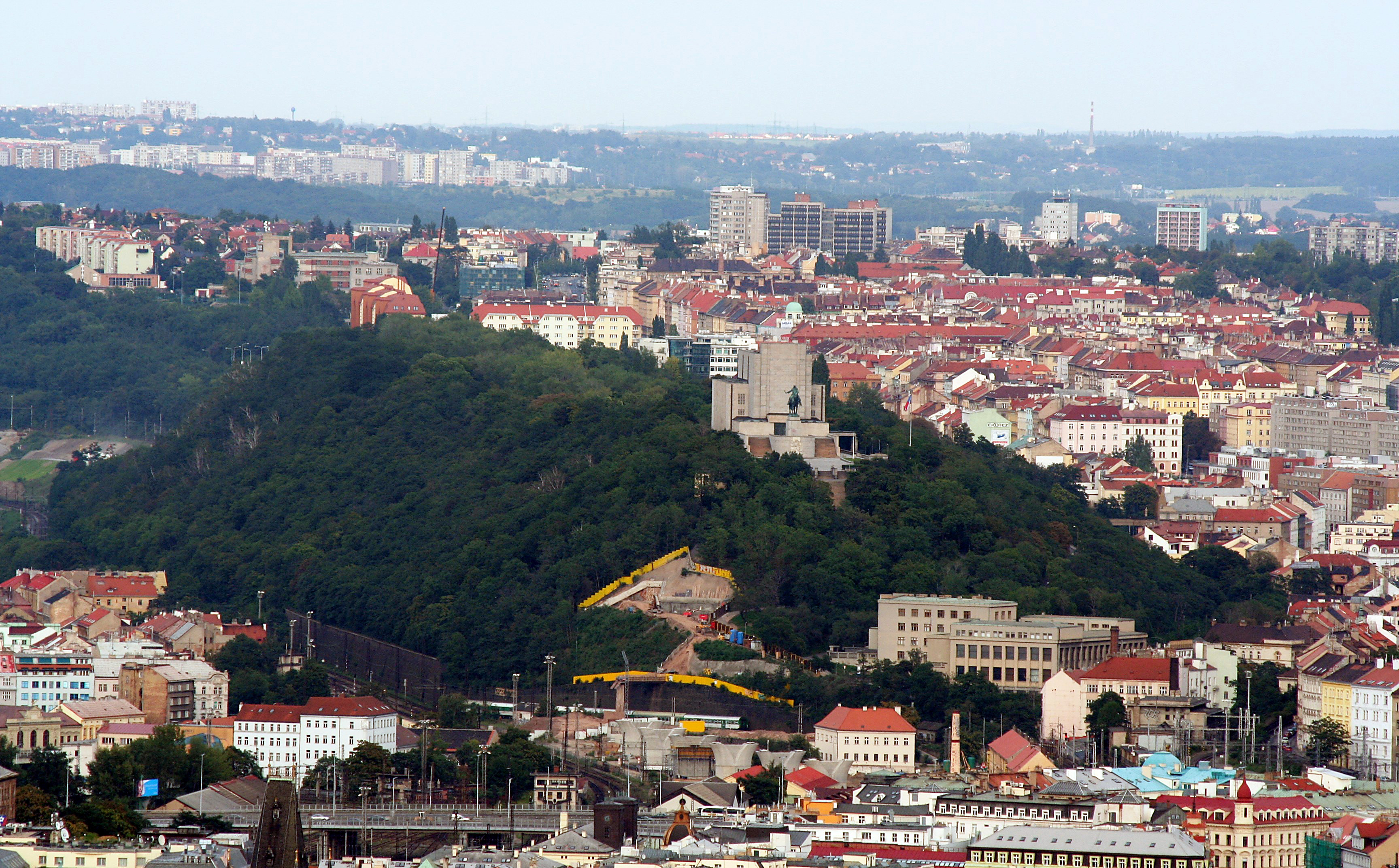
비트코프 언덕

비트코프(체코어: Vítkov)는 체코 프라하에 있는 언덕이다.
비트코프 국립 기념관 앞 부분의 봉우리는 해발 260.9m, 북단은 270.4m에 이른다. 언덕의 경사면은 부분적으로 거칠고 잘 관리되지 않은 숲 으로 덮여 있으며, 동쪽 부분은 점차 삼림 공원으로 바뀌고 그 다음에는 공원으로 변한다. 오흐라다 교차로에서 국립 기념관까지는 능선을 따라 포장 도로가 이어져 있으며, 남쪽과 서쪽에서도 보행자를 위한 접근로가 있다. 북쪽(카를린)에서 계단을 통해 언덕에 접근할 수 있다.
1420년 7월 14일, 후스파 전쟁의 가장 중요한 전투 중 하나인 비트코프 전투가 이곳에서 일어났다.